# Restio perplexus
Restio perplexus är en gräsväxtart som beskrevs av Carl Sigismund Kunth. Restio perplexus ingår i släktet Restio och familjen Restionaceae. Inga underarter finns listade i Catalogue of Life.